# Монастириська міська територіальна громада
Монастириська міська громада — територіальна громада в Україні, у Чортківському районі Тернопільської області. Адміністративний центр — м. Монастириська.
Площа громади — 472,7 км², населення — 19 757 осіб (2020).
Утворена 22 серпня 2018 року шляхом об'єднання Монастириської міської ради та Гончарівської, Горішньослобідської, Дубенківської, Ковалівської, Комарівської, Криницької сільських рад Монастириського району.

## Населені пункти
У складі громади 1 місто (Монастириська) і 39 сіл:
- Бертники
- Бобрівники
- Велеснів
- Високе
- Гончарівка
- Горішня Слобідка
- Горожанка
- Гранітне
- Григорів
- Доброводи
- Дубенка
- Завадівка
- Задарів
- Залісся
- Заставці
- Затишне
- Ковалівка
- Комарівка
- Коржова
- Красіїв
- Криниця
- Лазарівка
- Лука
- Лядське
- Маркова
- Межигір'я
- Низьколизи
- Нова Гута
- Олеша
- Підлісне
- Рідколісся
- Саджівка
- Савелівка
- Сеньків
- Тростянці
- Устя-Зелене
- Чехів
- Швейків
- Яргорів